# Mój Żyrardów
Mój Żyrardów. Z dziejów polskiego miasta i z życia pisarza – utwór prozatorski Pawła Hulki-Laskowskiego wydany w 1934.
Dzieło ma charakter biograficzny. Opisuje dzieciństwo, lata szkolne, fascynacje literackie, pierwszą pracę. Tłem wydarzeń jest Żyrardów, gdzie autor urodził się i dorastał (rodzice pisarza pracowali w fabryce włókienniczej). Książka wpisuje się w nurt wspomnień z dzieciństwa i lat szkolnych, często uprawiany w literaturze dwudziestolecia międzywojennego.